# Fireworks (Angra)
Fireworks är det brasilianska heavy metal-bandet Angras tredje studioalbum, utgivet juli 1998 av skivbolaget Steamhammer.

## Låtförteckning
1. "Wings of Reality" (Andre Matos) – 5:55
2. "Petrified Eyes" (Chris Tsangarides, Rafael Bittencourt) – 6:05
3. "Lisbon" (Matos) – 5:13
4. "Metal Icarus" (Bittencourt, Kiko Loureiro, Ricardo Confessori) – 6:24
5. "Paradise" (Matos, Bittencourt, Loureiro) – 7:38
6. "Mystery Machine" (Tsangarides, Confessori, Bittencourt, Loureiro, Matos) – 4:12
7. "Fireworks" (Matos, Bittencourt, Loureiro, Confessori) – 6:21
8. "Extreme Dream" (Matos, Bittencourt, Loureiro) – 4:17
9. "Gentle Change" (Bittencourt, Luis Mariutti, Confessori) – 5:36
10. "Speed" (Matos, Loureiro) – 5:57

## Medverkande
Musiker (Angra-medlemmar)
- Andre Matos – sång, keyboard, piano
- Kiko Loureiro – gitarr
- Rafael Bittencourt – gitarr
- Luís Mariutti – basgitarr
- Ricardo Confessori – trummor

Bidragande musiker
- Bem Cruft, Bill Benham, Boguslav Kostecki, Dave Nolan, Dave Woodcock, Dermot Crehan, Gavyn Wright, Maciej Rakowski, Pat Kiernan, Perry Montague-Mason, Peter Oxer, Rebecca Hirsch, Roger Garland, Vaughan Armoon – violin
- Andy Parker, Bob Smissen, Don Mcvay, George Robertson, Jonathan Barritt, Peter Lale – viola
- Anthony Pleeth, Cathy Giles, Dave Daniels, Justin Pearson, Martin Loveday, Paul Kegg – cello
- Graham De Wilde – dirigent
- Andre Matos, Graham De Wilde – orkesterarrangemang
- Sascha Paeth – keyboard, programmering, orkesterarrangemang
- Phil Nicholas – programmering

Produktion
- Chris Tsangarides – producent, ljudtekniker, ljudmix
- Antonio D. Pirani – exekutiv producent
- Ian Cooper – mastering
- Ricardo Confessori– omslagsdesign
- Isabel de Amorim – omslagskonst
- Rui Mendes – foto